# 二諦
二諦（にたい、梵: satya-dvaya, サティヤ・ドヴァヤ, 梵: dve satye）とは、仏教における二種類の諦（梵: satya; 正しいこと、真や真理を意味する）を区別する用語であり、真諦と俗諦のこと。真諦と俗諦をあわせて真俗二諦という。
- 真諦（paramārtha-satya）- 勝義諦や第一義諦ともされ、出世間的真理[2][4]。
- 俗諦（saṁvṛti-satya）  - 世俗諦や世諦ともされ、世間的真理[2][4]。

真諦および俗諦の意味は緒経論において種々であり、二諦が何を指すかについても後述のとおり諸説がある。原始仏教では二諦教理は用いられないが、部派仏教から大乗仏教において重視された。
最もよく知られている解釈は、インドの仏教哲学者のナーガールジュナを開祖とする大乗仏教中観派のものである。

## 部派仏教

### 上座部大寺派
上座部仏教のアビダンマッタ・サンガハでは、心（Citta）と心所（cetasikaṃ）と色（rūpa）と涅槃の四つを勝義諦とする。林隆嗣によれば、上座部においては二諦を説くが、説一切有部の『大毘婆沙論』に比べて、二諦説に基づく論説は深化しなかったという。

### 説一切有部
部派仏教の説一切有部では、存在（有;sat）を勝義有(Paramārtha-sat)と世俗有(Saṃvṛti-sat)とに区別し、これを二諦とよぶとする説がある。
大毘婆沙論巻七七では、世間で常識的に知られている事柄や、世間で便宜的に約束として決めている道理などを世俗諦とし、無漏の聖智によって見とおされた真実の真理を勝義諦としている。

### 成実論
成実論巻十一では、仮に名が与えられるだけで実体のないものを俗諦とし、色などの法と涅槃とを真諦とする。

又佛説二諦眞諦俗諦。眞諦謂色等法及泥洹。俗諦謂但假名無有自體。如色等因縁成瓶。五陰因縁成人。
—成実論

### 倶舎論
倶舎論では勝義有(Paramārtha-sat)と世俗有(Saṃvṛti-sat)が述べられる。巻二二では、瓶や衣や水や火は、形が壊れたり、慧によって分析して見ることで要素に分けられてしまえば、「瓶・衣・水・火」などと名づけられるべきものが無いのであるが、世間では仮にそれらのものに名を与えて「瓶がある」などと言うという例を挙げ、このように世間一般の常識において「誤りのない真実」とされることを世俗諦とし、これに対して、いわゆる五位七十五法として説かれる存在の構成要素としての法は、出世間的な真理（仏教の真理）として存在を認められるものであるから、「これらの法がある」と説くことを勝義諦とする。

## インドの大乗仏教

### 中観派
ナーガールジュナの二諦への言及は、『中論』の24章においてなされている。（※ここでの中観派といった場合はナーガールジュナ（龍樹）の『中論』に端を発する教学のことを指して、天台教学の三観（空・仮・中観）を指すものではない）
まず、『中論』においてそれまでに（帰謬法を通じて）提示された「空」思想に対する、論敵達による批判が、24章冒頭の1-6節において示される。すなわち、「一切が「空」であるならば、釈迦の説いた四聖諦も四向四果も存在しないことになり、三宝（仏法僧）も、世俗の一切の慣用法をも（すなわち、全ての区別・秩序・規則を）破壊することになってしまう」という批判である。
それに対して、ナーガールジュナが7節以降に反論を開始する。ナーガールジュナは7節において、論敵達は空における効用（動機）と、空そのものと、空の意義を知らないと述べる。そして8-12節において、二諦説が提示される。
その後、13-40節において、むしろ「空」「無自性」こそが、あらゆる縁起・存在・果報を基礎付けているのであり、「空」「無自性」を否定・批判する論敵達こそがむしろ諸々の縁起・存在・果報を破壊しているのだという主張が続く。

## 東アジアの仏教
漢訳仏教では、二諦の一方とする勝義諦（paramārtha-satya）を第一義諦と漢訳、または真諦と同義とする説がある。一方、二諦とは別の第三の諦である中諦を説き、中諦をもって(中道)第一義諦として、その中諦の観である中観を第一義観（第一義空）とする説もある。前者はもっぱらナーガールジュナ（龍樹）の『中論』の説とされ、後者は天台宗の説である。
三論宗の吉蔵は二諦には古来から十四の異説があるとしている。

### 三論宗
三論宗の吉蔵は二諦章巻下において、二諦には古来から十四の異説があるとしている。その中で代表的な説は、(1)二諦の体は一である、(2)二諦の体は各別である、(3)二諦の体は中道である、という3つの説であるという。三論宗には於教の二諦と四重の二諦の説がある

### 法相宗
法相宗では、義林章巻二に、四真四俗（四勝義四世俗）の四重二諦を説く。

### 地論宗
地論宗では、大乗義章巻一に、立性宗（説一切有部など）・破性宗（成実宗など）・破相宗（三論宗など）・顕実宗（地論宗など）の四宗の別に従って、二諦の意味に違いがあることを説く。

### 天台・天台宗
天台宗では法華玄義巻二下に、下記の7種の二諦を説く。
1. 三蔵教の二諦（実有が俗、実有の滅が真）
2. 通教の二諦（幻有が俗、幻有即空が真）
3. 別接通の二諦（幻有が俗、幻有即空と不空が真）
4. 円接通の二諦（幻有が俗、幻有即空不空、一切法空不空に趣くのが真）
5. 別教の二諦（幻有・幻有即空が俗、不有不空が真）
6. 円接別の二諦（幻有・幻有即空が俗、不有不空・一切法不有不空に趣くのが真）
7. 円教の二諦（幻有・幻有即空が俗、一切法有に趣き空に趣き不有不空に趣くのが真）

円教の二諦では真諦と俗諦は互いに一体化し融け合って不二であり、その体は中道であるとする。
天台教学では自説の第一義諦を中道第一義諦といって区別した。

### 浄土真宗
末法灯明記には、二諦の意味を転用して、仏法を真諦とし王法を俗諦とする記述があり、浄土真宗はこの説を受けて、宗教的信仰（安心）の面を真諦とし、世間的道徳の面を俗諦とする。